# وستول، آکسفوردشر
وستول (به انگلیسی: Westwell) یک روستا و محله مدنی در بریتانیا است که در آکسفوردشر غربی واقع شده‌است. وستول ۶۷ نفر جمعیت دارد.